# Plicaturopsis scarlatina
Plicaturopsis scarlatina är en svampart som beskrevs av P.K. Buchanan & Hood 1992. Plicaturopsis scarlatina ingår i släktet Plicaturopsis, ordningen Agaricales, klassen Agaricomycetes, divisionen basidiesvampar och riket svampar.   Inga underarter finns listade i Catalogue of Life.